# История Одессы
История Одессы — исторический период, относящийся к территории Одесского залива (северо-западное побережье Чёрного моря) и укладывающийся во временны́е рамки с 1-го тысячелетия до н. э. до наших дней.

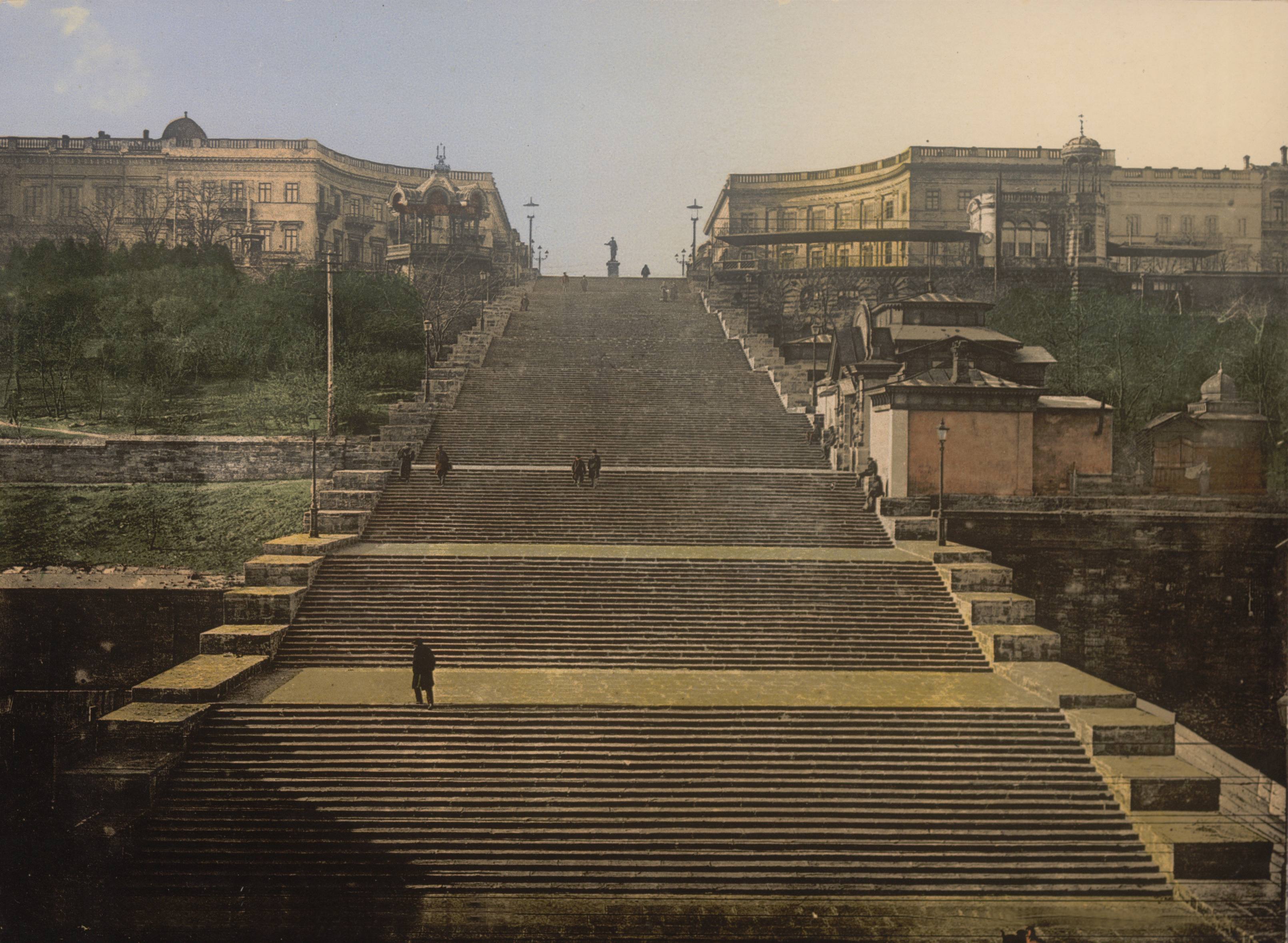
Потёмкинская лестница в 1896 году. Фотохром Петра Павлова

## До основания города

### Первобытность
Первые поселения в окрестностях Одессы относятся к позднему палеолиту. В 1955 году археолог В. И. Красковский обнаружил стоянку Большая Аккаржа у пгт Великодолинское на правом берегу реки Аккаржа. Раскопки охватили около 300 м². Основной культурный слой залегал на глубине 0,55–1,05 м и содержал следы обработки кремня, орудия труда, очаги, кости бизонов и раковины моллюсков.

### Античный период

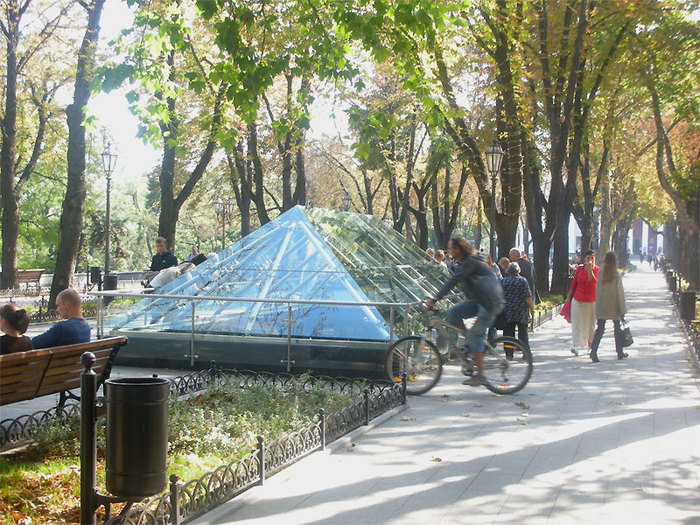
Остатки древнегреческого поселения на Приморском бульваре, накрытые стеклянным куполом

Место, занимаемое Одессой, было известно и населено ещё во II веке н. э. Арриан, Каппадокийский правитель, по велению Римского Императора Адриана осматривавший берега Чёрного моря, нашёл тут поселение и корабельное пристанище истрийских мореплавателей — греч. ΙΣΤΡΙΑΝΩΝ ΛΙΜΉΝ (др.-греч. Ιστριανων λιμήν; дословный перевод — гавань истриян). Остатки древностей (вазы, глиняная посуда, амфоры, чаши), периодически обнаруживаемые в земле при строительных работах в разных частях города с самого первого момента его основания (с первых лет XIX века), принадлежащие к греческой эпохе владения черноморским побережьем, дают материальные доказательства существования на месте Одессы древнегреческих поселений, торговавших с бескрайней скифской степью.
На месте нынешней Одессы существовала в VI веке до н. э. греческая колония Istrion (Istrian) и гавань Isiakon (Isiaka), впоследствии порт Skopeli. В непосредственной близости греки также основали колонии-поселения: Никонион (на Днестре, где сегодня Овидиополь), Тира (на противоположном берегу Днестровского лимана), Исакион (почти в 2 милях от Одессы, при Сухом лимане), Скопелос (2,5 мили от Одессы, при лимане Малый Аджалык), Одиссос или Ордессос (о 6 милях (≈ 45 км к В) от Одессы, при лимане Тилигуле) и Алектос (на месте буд. крепостей Дашев (1415), Кара-Кермен (1492; впоследствии Ачи-Кале) и порта Очаков (1792 г.)).
Между теми поселениями славилась богатая Ольвиа, на правом берегу реки Буга, древнего Хипаниса (где ныне село Парутино {Ильинское (1811—1905)}).
Все вышеперечисленные колонии-порты, в их числе и Одесса (Истриан, Исиака) были в непосредственном административном подчинении у полиса (города-государства) Ольвии.

Опустошение Северного Причерноморья в III и IV веках в преддверии Великого переселения народов вызвало, вероятно, и запустение поселений, находящихся на берегах Одесского залива.

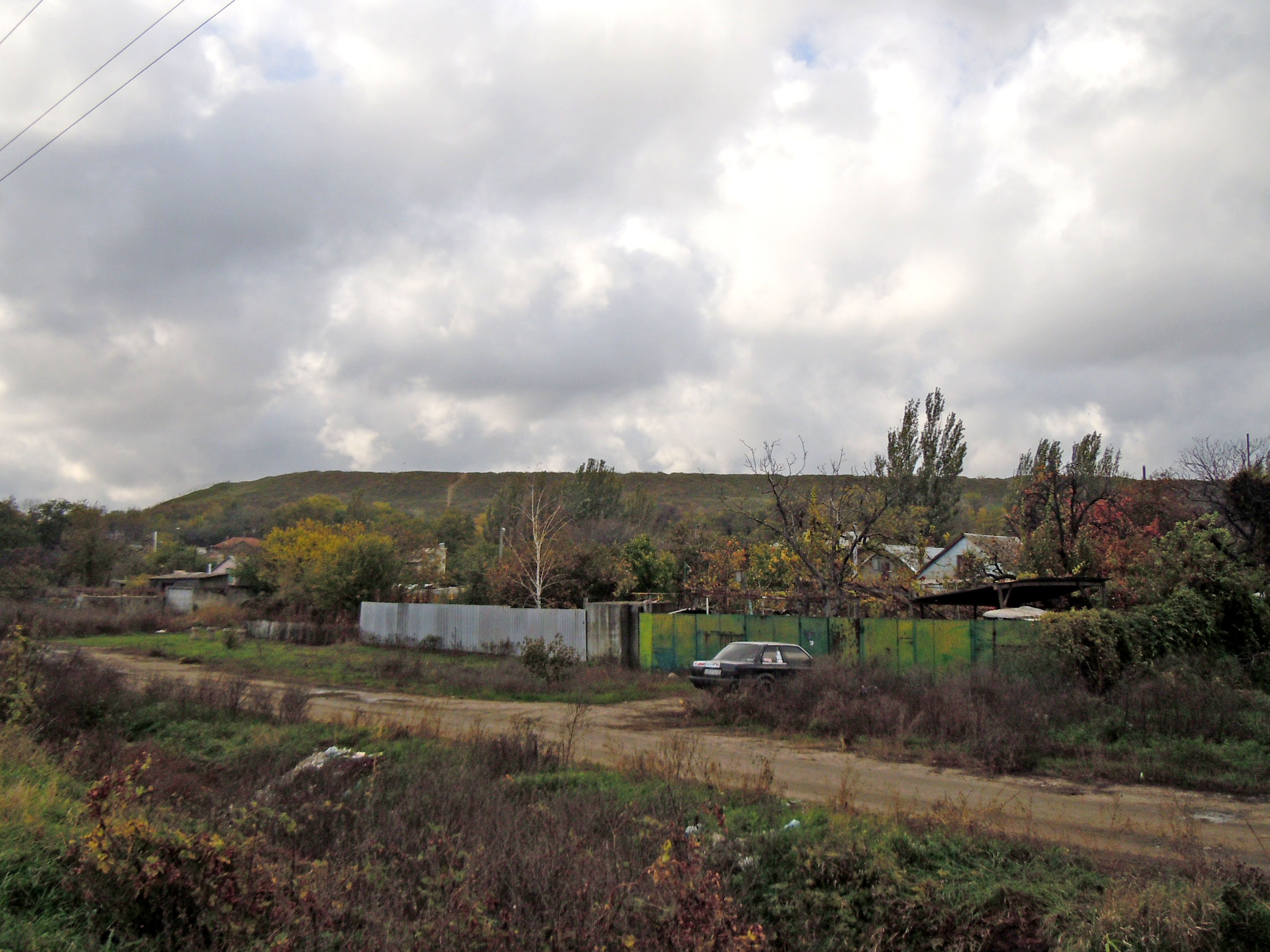
Жевахова гора. На ней раньше находилось древнегреческое святилище

Помимо этого, В V–IV веках до н. э. на территории Жеваховой горы существовало древнегреческое поселение, включавшее одно из крупнейших в Северном Причерноморье святилищ богини Деметры. В Северном Причерноморье в честь неё отмечали Тесмофории — праздник, в котором участвовали только женщины. Он символизировал не только плодородие и земледелие, но и был связан с брачной жизнью.
Уже в наше время, при добыче глины экскаватором кирпичного завода был обнаружен «огненный алтарь» Жеваховой горы. Археологи остановили работы, заметив амфорные ножки, кости животных и фрагменты чернолаковых сосудов. В течение двух недель они расчистили яму цилиндрической формы диаметром 5 м и глубиной около 6 м. На её днище древние греки разжигали мощный огонь, видимый за десятки километров. Конусовидная насыпь возведенная на дне ямы оказалась так называемым "омфалом", что с древнегреческого языка переводится как "пуп земли".
На Жеваховой горе была найдена еще одна уникальная находка — свинцовая пластина с письмом возрастом 24 века. В нём аристократу из Ольвии Протагору предлагали вернуться домой, поскольку неизвестная нам угроза для него миновала. Судя по всему, он поспешно отправился в путь, оставив письмо в своём жилище, где оно пролежало почти 2500 лет, дождавшись археологов.
(Все сведения в данном разделе взяты из:

).

### СредневековьеиНовое время
В VIII — X веках на берегах Северного Причерноморья доминировали древнеславянские племена тиверцев и уличей. В «Повести временных лет» сказано, что «…улучи и тиверьцы седяху бо по Днестру, приседяху [соседили] к Дунаеви. Бе [было] множьство их; седяху [прежде] по Днестру оли до [самого] моря, и суть [сохранились] гради их и до сего дне…». Места этих приморских городов до сих пор не открыты, однако нельзя отрицать возможность того, что на территории современной Одессы были какие-то древнеславянские поселения.
В XIII веке итальянские города-государства, пользуясь ослаблением Византии, обосновываются на Чёрном море. На его северных берегах возникает «Генуэзская Газария» с колониями и факториями: Тана, Солдайя, Вичина, Монкастро и др. Стремясь монополизировать торговлю, Генуя после Нимфейского договора 1261 года получает преимущество перед Венецией. В этот период на берегу Одесского залива, на землях Улуса Ногая и Золотой Орды, появляется генуэзская фактория Джинестра, существовавшая с перерывами до конца XV века.
Во второй половине XIV века, когда эти земли попали под контроль Великого княжества Литовского, в литературе упоминается порт Коцюбеев, который, по одной из гипотез, тождествен татарскому поселению Хаджибей, возникшему после завоевания региона Османской империей.
В 1765 году рядом с Хаджибеем турки возвели каменную крепость Ени-Дунья (в переводе с тур. Новый Свет), располагавшуюся между современной Потёмкинской лестницей и Воронцовским дворцом на Приморском бульваре. Основанием Одессы до недавнего времени считалось подписание российской императрицей Екатериной II распоряжения об устроении в крепости Хаджибей военной гавани и торговой пристани в 1794 году (см. ниже). Новые исследования обращают внимание на более древнюю историю, от древних греческих поселений до турецко-татарской крепости с первым упоминанием в 1415 году под именем Хаджибей, Кочубей, Качибей и пр. Большинство историков считают основанием Одессы основание крепости Кочубей. Историк А. Бачинская отмечает, что в исторической науке первое письменное упоминание поселения считается началом его истории. Таким образом, историки считают 1415 год началом истории современной Одессы.

## В составе Российской империи (1789—1917)

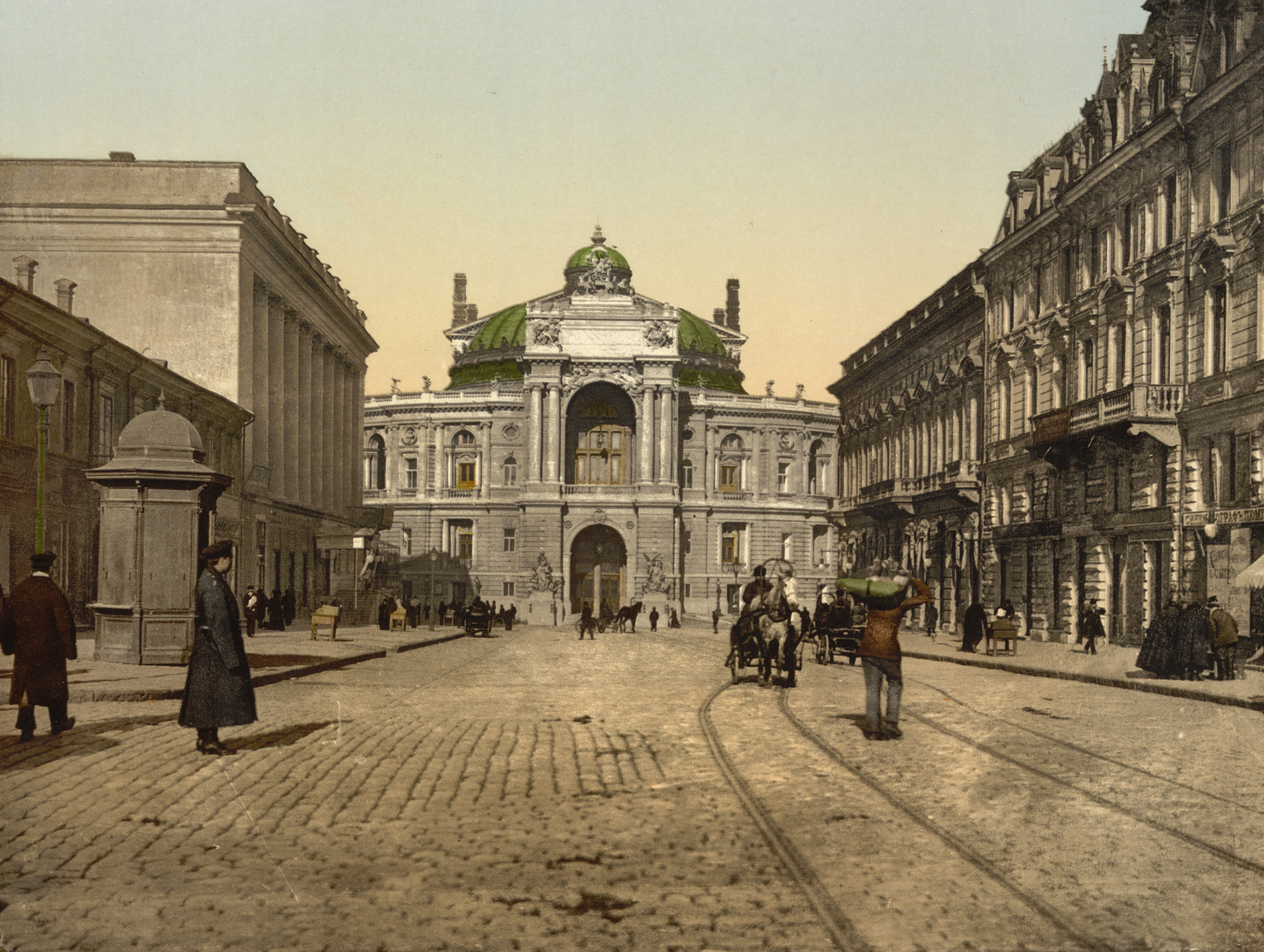
Вид Ришельевской улицы и Одесской театра в 1896 году. Фотохром Петра Павлова

Во время Русско-турецкой войны 1787—1791 годов крепость (замок) привлекла внимание войск А. В. Суворова, следовавших на Бендеры. Крепость была взята на рассвете 14 сентября (в праздник Воздвижения Креста Господня) 1789 года передовым отрядом корпуса генерала И. В. Гудовича. Отрядом командовал граф Хосе де Рибас (также известный как Иосиф Дерибас). В отряд также входили казаки во главе с атаманом Головатым (имевшим на то время чин секунд-майора русской армии). Спустя месяц по взятии  Хаджибея его укрепления было приказано срыть, что диктовалось стратегическими соображениями в тот период войны.
27 мая (7 июня) 1794 года российская императрица Екатерина II издала рескрипт вице-адмиралу Осипу Дериба́су (Хосе де Ри́басу) об устроении в Гаджибее военной гавани с купеческой пристанью.

«Уважая выгодное положение Гаджибея при Чёрном море и сопряжённые с оным пользы, признали Мы нужным устроить тамо военную гавань, купно с купеческою пристанью. Повелев нашему Екатеринославскому и Таврическому генерал-губернатору, открыть тамо свободный вход купеческим судам, как наших подданных, так и чужестранных держав, коим силою трактатов, с империей нашей существующих, можно плавать по Чёрному морю, устроение гавани сей Мы возлагаем на вас и всемилостивейше повелеваем вам быть главным начальником оной, где и гребной флот Черноморский, в вашей команде состоящий, впредь главное расположение своё иметь будет; работы же производить под надзиранием генерала графа Суворова-Рымникского, коему поручены от Нас все строения укреплений и военных заведений в той стране. Придав в пособие вам инженерного подполковника Деволана, коего представленный план пристани и города Гаджибея, утвердив, повелеваем приступить, не теряя времени, к возможному и постепенному произведению оного в действие…

… можете брать суда из гребного флота, из которого и служителей к производству поведённых работ употребляйте, без изнурения их однако же излишними трудами, производя по вашему рассмотрению плату заработных денег».— Императрица Всероссийская Екатерина II, из рескрипта вице-адмиралу де Рибасу от 27 мая (7 июня) 1794 года.
Проект постройки порта и новой крепости (на месте которой позже был разбит Александровский парк) она поручила голландскому военному инженеру Францу де Воллану, который сполна воплотил при этом принципы древнеримского градостроительства. 22 августа (2 сентября) 1794 года, с благословения митрополита Екатеринославского и Таврического Гавриила (Бэнулеску-Бодони) были забиты первые сваи в основание города.
Город в 1795 году получил название Одесса — производное (как принято считать) от древнегреческого Одессоса — в память античного др.-греч. Οδησσος (Страбон, Арриан) (Odissos / Ordessos), когда-то находившегося к востоку в районе Тилигульского лимана, поблизости Истриона. Город строился под руководством вице-адмирала И. Дерибаса, которому благодарные потомки установили памятник [1994 г., скульп. А. Князик] лишь спустя два столетия, а до этого уважительно хранили его имя в названии главной улицы.
Удачно расположенная географически, Одесса в течение XIX века превратилась из небольшого поселения в торговый, промышленный и научный центр, оставаясь, однако, уездным центром. К 100-й годовщине своего основания (1894) Одесса занимала 4-е место в Российской империи по количеству населения и уровню экономического развития после Санкт-Петербурга, Москвы и Варшавы.
В 1791—1793 годах население насчитывало 122 жителя (вероятно, без строителей и военных), 1799 — 4177 чел., в 1820 г. — 60 000, 1873 — до 180 922 чел., 1881 — 207 562 жителя.
Треть населения Одессы составляли большей частью евреи и многочисленные иностранцы, преимущественно греки, французы, молдаване, немцы и др. От каждой из национальных общин остались исторические районы, улицы, бульвары, площади — Греческая площадь, Французский бульвар, Молдаванка (изначально предместье, слободка, ныне жилмассив в составе города) и проч.
Одессой руководили последовательно, в частности: ДеРибас, герцог (дюк) де Ришельё, граф А. Ф. Ланжерон, М. С. Воронцов, Г. Г. Маразли и другие.

### При де Рибасе (1793—1803)
Российское правительство не сразу приняло окончательное решение о том, каким оно хочет видеть Одессу.
Первоначально, после заключения Ясского мира, предполагалось, заселить Хаджибей выходящими в отставку моряками средиземноморской гребной флотилии. Но этот проект был в скором времени оставлен, а вместо него в 1793 году было решено включить крепость Хаджибей в III-ю оборонительную или Днестровскую линию и построить здесь крепость. Эта линия обороны должна была прикрывать новую русскую границу со стороны Бессарабии и в её состав должны были входить 3 крепости: Тираспольская, Овидиопольская и Хаджибейская. Строителями крепостей были назначены вице-адмирал де Рибас и инженер де Воллан. Проект крепости, предложенной де Волланом, предполагал создать здесь крепость на 120 орудий и 2000 человек гарнизона. К постройке приступили немедленно, ежедневно работало до 800 солдат и к концу 1793 уже были видны очертания крепости. Таким образом, Хаджибей превращался в чисто военный город. В 1794 в него прибыли 2 мушкетёрских и 2 гренадерских полка.
В этот момент произошёл коренной переворот в развитии города. В городе Хаджибей решили строить военный и торговый порт на Чёрном море. Первоначальные планы были строить такой порт в Херсоне или Николаеве, но замерзающие и мелководные устья рек в тех городах заставили искать иного места. Заслуга де Рибаса и де Воллана в том, что они поняли сами и убедили Императрицу, что лучшего места, чем Хаджибей не найти. 27 мая (7 июня) 1794 года последовал Высочайший рескрипт об устроении города и порта в Хаджибее. Городу давались обычные в таких случая привилегии: освобождение на 10 лет от налогов, военных постоев, выдача ссуды из казны поселенцам на первое обзаведение, разрешение сектантам совершать свои богослужения и строить свои церкви.

Официальная версия переименования Хаджибея в Одессу такова: на придворном Рождественском балу 26  декабря 1794 (6 января 1795 года) Екатерине II предложили переименовать Хаджибей в память древнего эллинского селения Одиссос, находящегося вблизи этого места. Императрица отвечала: «Пусть же Хаджибей носит древнеэллинское название, но в женском роде — Одесса.»
Во всяком случае первое письменное наименование Хаджибея Одессою встречается 10 (21) января 1795 года в заглавии Высочайше утверждённого штата запасного соляного магазина.
Но кем же заселить новый город? С 1794 года является новый план — создать из Хаджибея приют «для единоверных нам народов, страдающих под турецким игом, преимущественно же греков» — после заключения мира, многие жители Балкан, активно помогавшие русским, были вынуждены стать беженцами. Очевидно поэтому на своем плане 1794 года город разделен на два участка — военный и греческий. Это, кстати, создает ещё одну гипотезу о возникновении греческого имени «Одесса» — греческое имя, греческие же жители. 19 (30) апреля 1795 был изданы указы (1) о поселении в Одессе греков и албанцев, служивших России в последнюю войну в архипелаге; (2) об учреждении из греков и албанцев трехротного дивизиона из 330 человек нижних чинов; (3) о вывозе за счет российской казны желающих городских переселенцев с Греческого архипелага. Была сформирована особая «комиссия для греков и албанцев», для разрешения всех вопросов вновь прибывавших.
В июле 1795 года была проведена первая перепись населения, проведенная, надо полагать, поверхностно и с большими неточностями. По этой переписи в городе (кроме военного гарнизона) оказалось 2349 душ жителей обоего пола, кроме дворян и чиновников. Беглых помещичьих крестьян — 566 душ. За ними следовали казённые крестьяне — 500 душ, мещан, переселившихся из разных губерний — 613, евреев — 240, греков — 224, купцов 146 и болгар 60.
По документу, составленному священником Романом Ивановым, Ведомость, учиненная новоприобретенной области… Романом Ивановым, сколько в ведомости его селений и слобод, декабря 1793 г в самом Хаджибее было всего 10 дворов, в них — «мужеска пола душ 22», а «женска пола — 6». Как видим, за полтора года население Хаджибея-Одессы увеличилось многократно.
Вообще, в период начальства над молодым городом де Рибаса, несмотря на ассигнованные правительством крупные суммы на постройку порта, строительство шло крайне медленно, наверняка по объективным причинам (так например, в 1795 из ассигнованных 712 000 рублей было потрачено фактически только 87 579) и даже в 1799 году Одесский порт существовал более на бумаге, чем в действительности. Раз не было порта — не было и торговли, на которую так уповало правительство в своих планах.
Печальное положение Одессы констатировано было официально тотчас же после кончины Екатерины II. Вступление на престол Павла I обозначало собою полную и резкую перемену всей правительственной системы. Лица стоявшие при Екатерине уходили с исторической сцены, учреждения, пользовавшиеся особым попечительством императрицы — заброшены и забыты. На Одессе, этом создании Екатерины и графа Зубова, все эти перемены сказались чувствительным образом. В начале 1797 года был уволен вице-адмирал де Рибас. По его отъезду была закрыта экспедиция строения города и порта и получил отставку первостроитель де Воллан.
Действия Павла, к слову сказать, имели все основания — сведения, собранные новым начальником Новороссийского края по поручению Павла показывали, что огромные расходы, сопряженные с сооружением Одесского порта ложатся тяжким бременем на казну и не принесли каких-либо существенных результатов. Проведенная ревизия показывала множественные случаи злоупотреблений и казнокрадства.
Однако недостроенный порт, а значит и опасности связанные с зимними стоянками в Одесском заливе, вместе с неурожаем 1799 года, вновь начавшейся войной и даже землетрясение подвели торговлю края (а значит и Одессу) к последнему издыханию. Для развития торговли нужно было закончить строительство порта. Вот тут и случилась знаменитая история с отправкой партии греческих апельсинов Павлу, которая и спасла город от гибели.
(Все сведения в данном разделе взяты из:

).

### При Ришельё (1803—1815)
В 1803 году император Александр I назначил Ришельё градоначальником города Одессы и генерал-губернатором Новороссийского края (с 1805 года). Когда Ришельё прибыл в Одессу, города практически ещё не существовало — население Хаджибея увеличилось количественно, но город притягивал к себе подонков общества со всей Европы — граф Ланжерон охарактеризовал город тех лет как «помойную яму Европы», а путешественник Рейи, посетивший Южную Россию, писал об увиденном: «это республика жуликов».
Имея значительные административные способности Ришельё активно включился в руководство городским строительством. В эти годы в Одессе было заложено множество улиц, в 50 футов шириной каждая; разбиты сады; возведены культовые учреждения: собор, старообрядческая часовня, католическая церковь, синагога, были открыты две больницы, театр, построены казармы, рынок, создан водоём для пресной воды, открыты учебные заведения: благородный воспитательный институт (впоследствии преобразованный в лицей, получивший название «Ришельевский»), коммерческая гимназия, шесть низших учебных заведений; «редут с кофейным заведеньем» и «променная контора». При этом правление Ришельё отличалось гуманностью и культурностью, что было редкостью для Российской империи того времени. Лучшие здания в Одессе возводились по проектам известного архитектора Томона.
В 1812—1813 годах город пережил страшную эпидемию чумы, от которой умер каждый восьмой житель города. Умерших жителей отвозили в огромную общую могилу за городом, был насыпан высокий холм и возникшая на месте захоронения гора получила название Чумка. Сейчас этот холм находится практически в центре города.
В 1815 году Ришельё, получив приглашение возглавить правительство Франции, навсегда покинул Российскую империю. Когда он покидал Одессу, она была уже вполне обустроенным европейским городом, товарооборот порта доходил до 30 миллионов рублей в год.
В память об мудром градоначальнике одна из главных и красивейших улиц города носит название Ришельевская. Идя по ней от моря к железнодорожному вокзалу можно прочесть историю города, увидеть разные архитектурные стили.

### При Ланжероне (1815—1820)
При графе Ланжероне, Высочайшим указом 1817 года было учреждено в Одессе порто-франко, осуществлённое в 1819 году, когда были окончены работы по обведению города рвом и по устройству Херсонской и Тираспольской таможен для пропуска за черту порто-франко оплаченных пошлиной товаров. Благодаря Ланжерону, Одесса стала складочным местом для иностранных товаров, распространявшихся отсюда не только в России, но, путём транзита, и в Австрии, а через Кавказ — в Персии. В то же время, однако, значительно сократился привоз русских товаров. На месте, где проходила граница порто-франко сейчас находится улица Старопортофранковская. В 1818 году начала свои действия Одесская контора государственного коммерческого банка, много способствовавшая развитию торговли. И в память о Ланжероне, один из центральных, красивейших пляжей города, а также одна из улиц города носят его имя.

### При Воронцове (1823—1845)

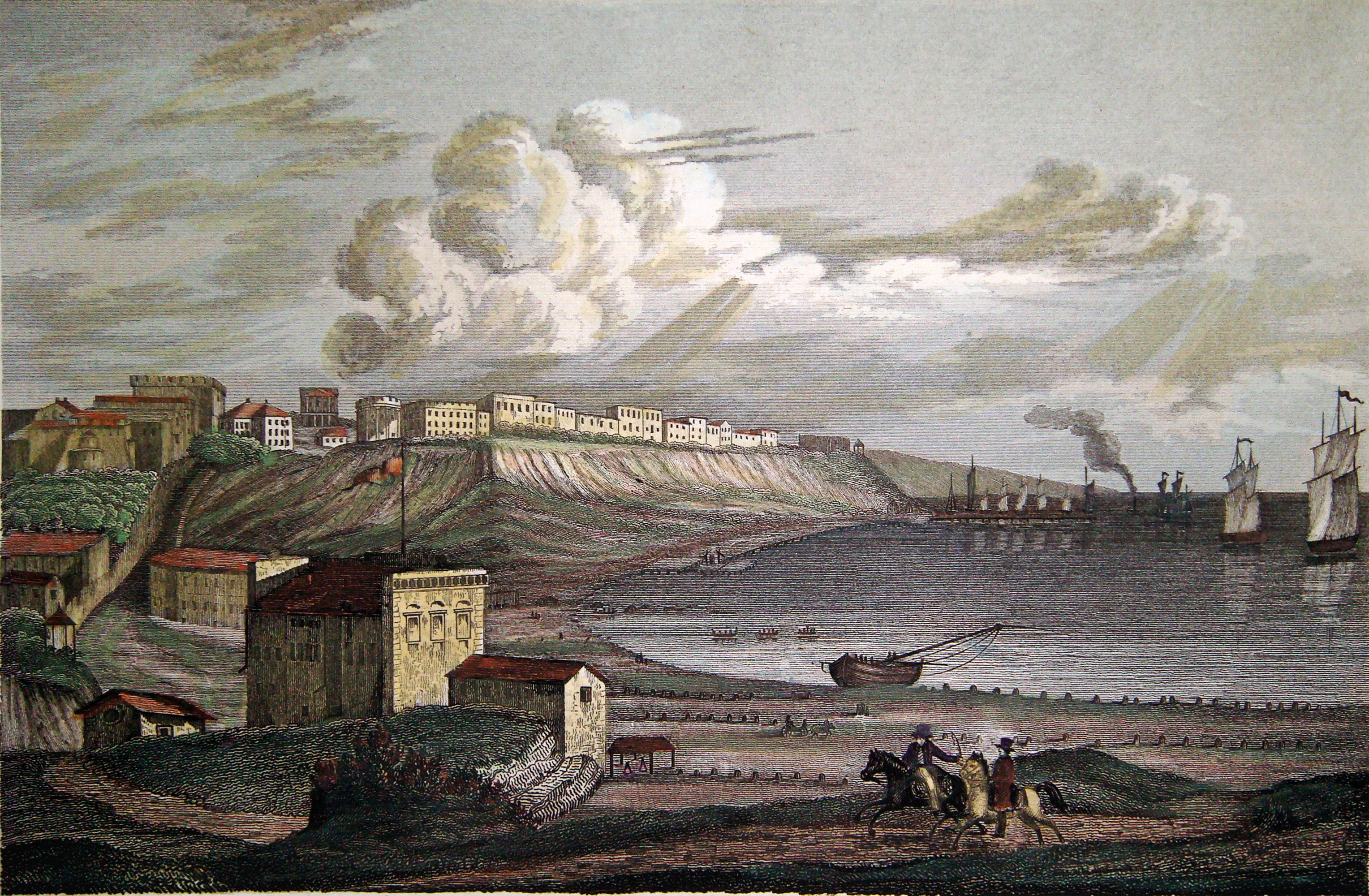
Вид Одессы во 2-й четверти XIX века

В 1823 году граф Михаил Семёнович Воронцов был назначен генерал-губернатором Новороссийского края и полномочным наместником Бессарабии. Свою резиденцию граф разместил в Одессе. Одесса в период правления М. С. Воронцова пережила период величайшего подъёма, стала подлинным культурным научным и просветительским центром. Введённый ранее режим порто-франко дал толчок развитию порта, а следовательно торговле. Развивались транспортные связи с другими регионами Российской империи.
В этот период в Одессе окончательно сформировалась фасадная часть города, Николаевский бульвар (ныне Приморский бульвар), была возведена знаменитая Потёмкинская (Николаевская) лестница.
Город продолжал расширяться, численность населения увеличилась с 35 практически до 90 тысяч человек.

### При Строганове (1857—1861)
Во время Крымской войны (1853—1856) город, как важный коммерческий центр России на Черноморском побережье, подвергся морской блокаде и 10 (22) апреля 1854 года был атакован объединённой англо-французской эскадрой.

### При Коцебу (1862—1874)
2 декабря 1862 года Павел Евстафьевич Коцебу занял пост новороссийского и бессарабского генерал-губернатора и командующего войсками Одесского военного округа, 25 октября 1863 года был назначен членом Государственного совета с оставлением в должностях генерал-губернатора и командующего войсками.
В 1866 году Одесса была соединена железной дорогой с Киевом и Харьковом через Балту.
В 1867 году Одессу посетил Марк Твен. В «Простаках за границей» он так описывает город:
«По виду Одесса точь-в-точь американский город: красивые широкие улицы, да к тому же прямые; невысокие дома (в два-три этажа) — просторные, опрятные, без всяких причудливых украшений; вдоль тротуаров наша белая акация; деловая суета на улицах и в лавках; торопливые пешеходы; дома и все вокруг новенькое с иголочки, что так привычно нашему глазу; и даже густое облако пыли окутало нас словно привет с милой нашему сердцу родины, — так что мы едва не пролили благодарную слезу, едва удержались от крепкого словца, как то освящено добрым американским обычаем. Куда ни погляди, вправо, влево, — везде перед нами Америка! Ничто не напоминает нам, что мы в России. Мы прошлись немного, упиваясь знакомой картиной, — но вот перед нами выросла церковь, пролетка с кучером на козлах, — и баста! — иллюзии как не бывало. Купол церкви увенчан стройным шпилем и закругляется к основанию, напоминая перевернутую репу, а на кучере надето что-то вроде длинной нижней юбки без обручей.»

### На рубеже XIX и XX века

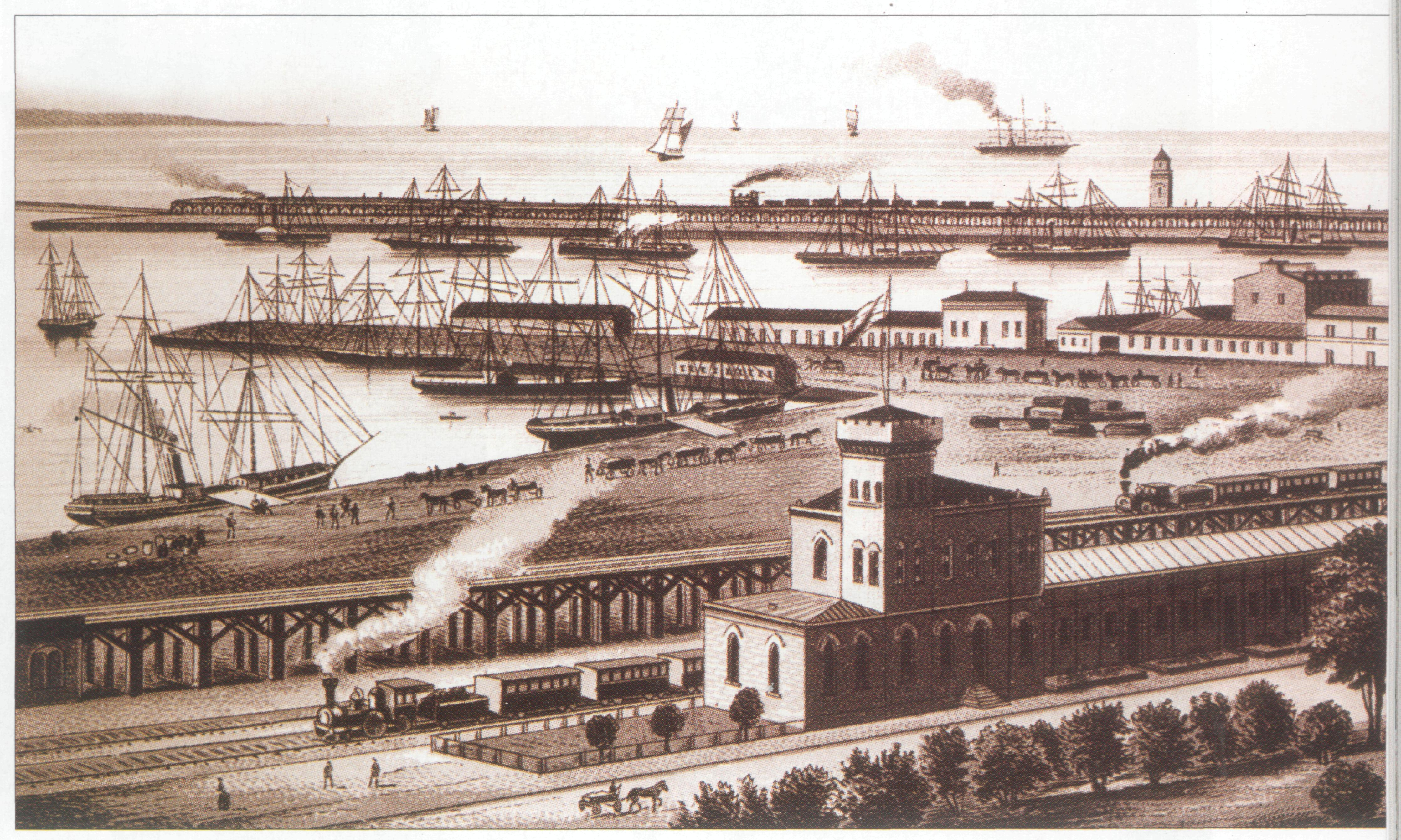
Карантинная гавань в конце XIX века. Литография

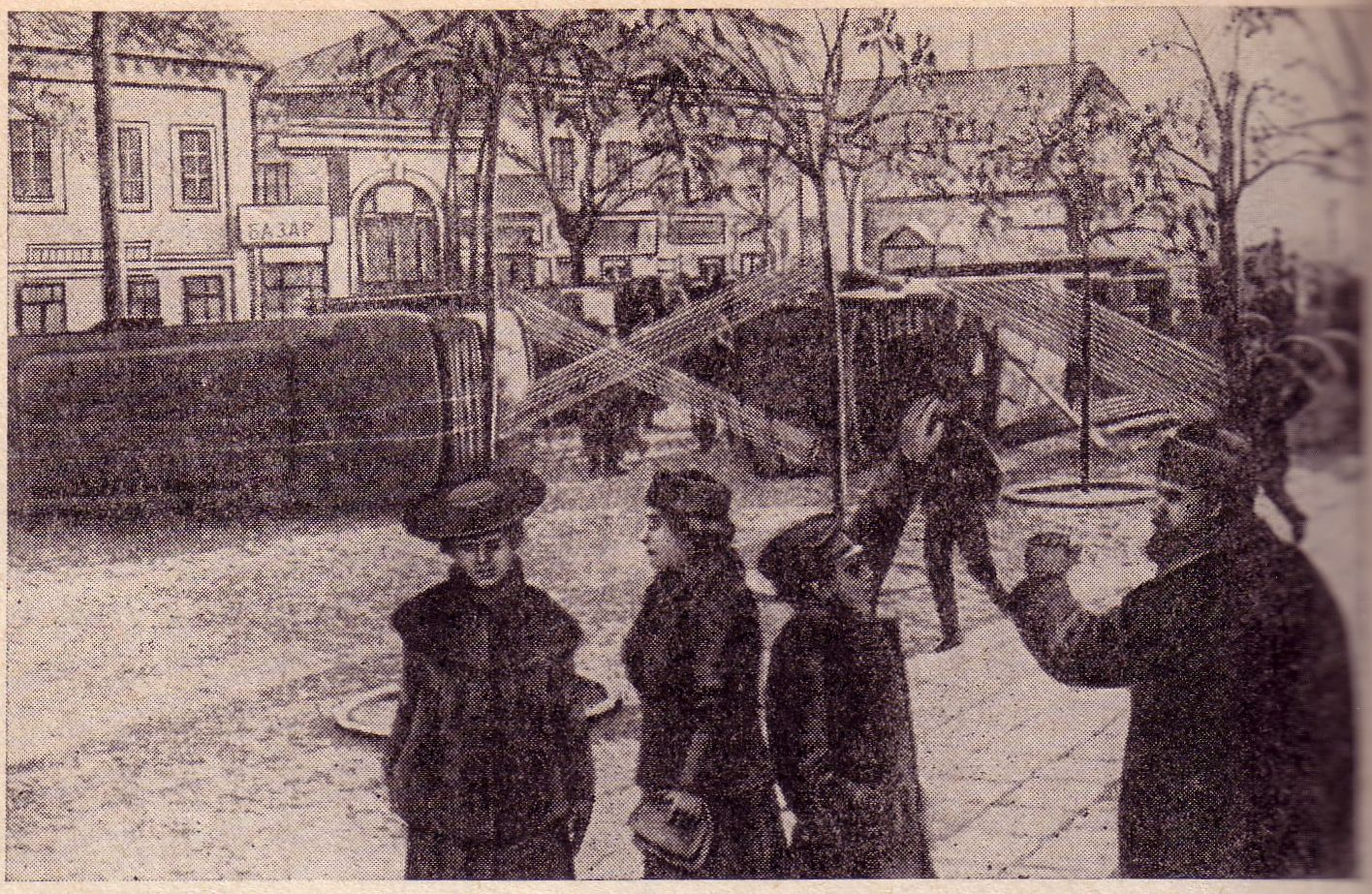
Первая русская революция. Баррикады в Одессе в декабре 1905 года

В 1897 году в городе насчитывалось около 403 тысяч человек (русских — 49 %, евреев — 31 %, малороссов — 9 %, поляков — 4 %, немцев — 2,5 %, греков — 1 %).

### Евреи в Одессе
С XVIII по начало XX веков в Одессе, входившей в черту оседлости Российской империи, проживала крупнейшая еврейская диаспора в России. Так, согласно переписи населения 1897 года, Одесса была четвёртым по численности городом в стране (после Санкт-Петербурга, Москвы и Варшавы соответственно), а еврейское население составляло до 31 %, или около 130 000 человек.
В городе неоднократно случались еврейские погромы. Один из первых погромов в Российской империи произошёл в Одессе в 1821 году. Позднее в XIX веке в городе произошло ещё несколько погромов. В 1905 году, когда по стране прокатилась целая волна погромов, одесский унёс жизни более 400 евреев.

## Первая мировая война (1914—1918), Октябрьская революция (1917) и Гражданская война (1917—1922)
Основные статьи: Одесса в годы Гражданской войны, Одесская интервенция, «Великая идея» на Юге России

«Планъ города Одессы» в 1919 году

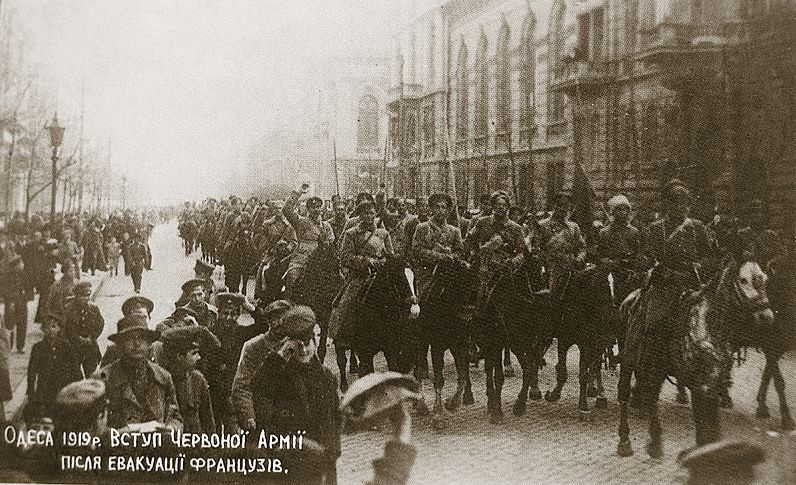
Вступление войск атамана Григорьева в Одессу, апрель 1919 года

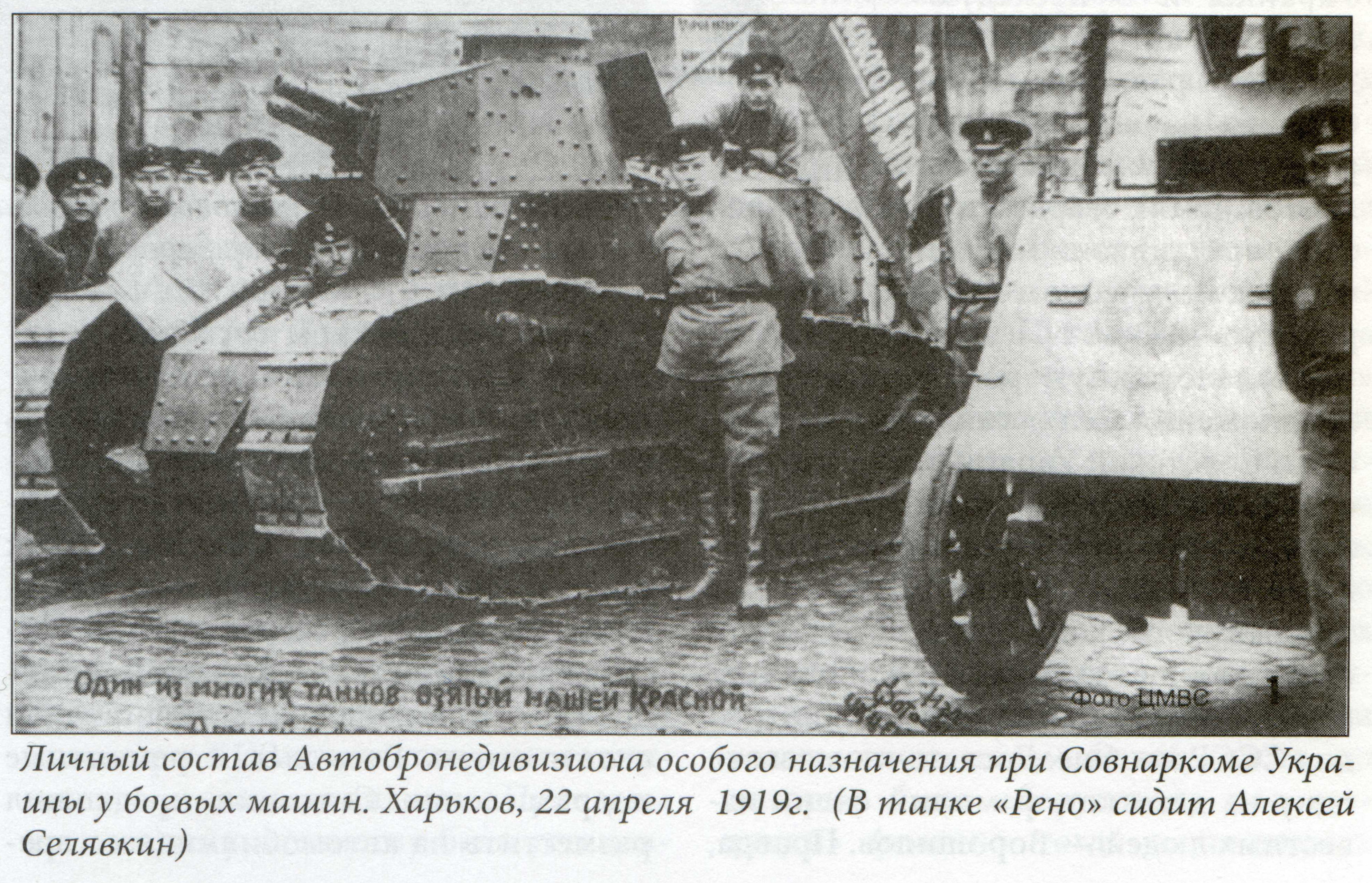
Бронедивизион РККА с трофейным французским танком FT-17, захваченным под Одессой. Апрель 1919 года

Во время Первой мировой войны (1914—1918) Одесса подверглась атаке с моря — 29 октября 1914 года турецкий флот под командованием германского адмирала Сушона обстрелял город и порт. Революции февраля и октября 1917 года принесли с собой хаос и начало гражданской войны. Город пережил разруху и частую смену властей.
18 января 1918 года в Одессе была провозглашена советская власть. Однако Одесская Советская Республика просуществовала совсем недолго и 13 марта 1918 года была ликвидирована австро-немецкими войсками, оккупировавшими Украину.
29 апреля — 14 декабря 1918 года в городе работали уездные органы государственной власти Украинской державы, Херсонская губерния. В городе находилось управление корпуса — военного округа 3-го Одесского корпуса (с 8 июля Херсонского корпуса) Украинской державы.
29 апреля — 14 декабря 1918 года в городе находилась 1-я конная дивизия, начальником которой был генерал-майор Василий Викторович Бискупский. В начале декабря войска дивизии оказали сопротивление войскам Херсонской дивизии Директории.

### Смена властей в Одессе 1917—1920
- Временное правительство Керенского: до 7 декабря 1917 года.
- Переходный период — троевластие: с 7 декабря 1917 до 27 января 1918 года, когда действовало одновременно несколько властей:

Одесская Городская Дума,
Военный Совет,
Румчерод — Совет Румынского фронта, Русского Черноморского флота и города Одессы.
- Первый период советской власти (Одесская советская республика): с 17 января до 13 марта 1918 года.
- Австро-немецкая оккупация: с 13 марта до 26 ноября 1918 года:

Центральная Рада — с 13 марта до 30 апреля 1918 года,
Украинская держава — с 30 апреля до 26 ноября 1918 года.
- Переходный период — троевластие: с 26 ноября до 17 декабря 1918 года:

Польская стрелковая бригада,
Директория Петлюры, командир генерал Бискупский,
Добровольческая армия, командир адмирал Ненюков.
- Французская интервенция и Добрармия: с 18 декабря 1918 до 5 апреля 1919 года.
- Двоевластие: 3-6 апреля 1919 года:

Французы и Добрармия,
Одесский Совет и Атаман Григорьев.
- Второй период советской власти: с 5-6 апреля 1919 до 23 августа 1919 года.
- Добровольческая армия: с 23 августа 1919 до 6 февраля 1920 года.
- Галичане УГА, генерал В. Н. Сокира-Яхонтов: с 6 февраля 1920 по 8 февраля 1920 года.
- Советская власть: с 8 февраля 1920 года.

Источники:

## Советский период
Советская власть утвердилась в Одессе с февраля 1920 года, когда в город вступили войска кавалерийской бригады 45-й стрелковой дивизии Рабоче-крестьянской Красной армии (РККА) под командованием Григория Котовского.
С марта 1923 года по октябрь 1939 года в городе находилось управление 6-го стрелкового корпуса (командир корпуса — Павел Дыбенко) Украинского военного округа (УкрВО) Вооружённых сил Украины и Крыма, с мая 1935 года — Киевского военного округа, с 26 июля 1938 года — Киевского Особого военного округа, входящих в состав Красной армии.
С 26 июля 1938 года по ноябрь 1939 года в городе находилось управление Одесской армейской группы (ОАГ) Киевского Особого военного округа РККА.
16 сентября 1939 года управление Одесской армейской группы вошло в состав Украинского фронта РККА. Командующий войсками — комдив Ф. А. Парусинов, член Военного совета — бригадный комиссар М. Д. Аверин. В сентябре ОАГ переименована в 13-ю армию в составе РККА.

### Великая Отечественная война(1941—1945)

#### Одесская оборона 1941 года
В начале Великой Отечественной войны (1941—1945) в течение 73 дней, с 5 августа по 16 октября 1941 года, румынские и немецкие войска находились у границ города Одессы.
Героическая оборона города началась 5 августа 1941 года и осуществлялась силами Приморской армии Южного фронта Рабоче-крестьянской Красной армии (РККА) под командованием генерал-лейтенанта Георгия Павловича Софронова, Черноморского флота ВМФ СССР и населения города и области. 
 В ряды защитников Одессы влилось 90 процентов местных коммунистов. В течение первой военной недели в городе и в области было создано 45 истребительных батальонов, затем 6 специальных добровольческих отрядов, предназначавшихся для ведения баррикадно-уличных боёв. По призыву Одесской партийной организации в оборонительных работах участвовало свыше 100 тыс. человек, соорудивших в короткий срок три оборонительных рубежа. Городские предприятия за время обороны изготовили для фронта 5 бронепоездов, 55 танков, 1262 миномёта, 965 огнемётов, около 310 тыс. гранат, до 250 тыс. противопехотных мин и другое вооружение и снаряжение. Врагу так и не удалось ворваться в город. Только в связи с изменением общей обстановки на фронте советское командование 30 сентября 1941 г. отдало приказ об эвакуации войск, которая закончилась 16 октября.
Враг потерял под Одессой 160 тыс. солдат и офицеров, до 100 танков, около 200 самолётов. Все население города и области, временно попавшее под иго оккупантов, оказывало активное сопротивление фашистам. Более 20 тыс. жителей Одессы ушли в катакомбы. В городе и пригородах действовали 6 партизанских отрядов и 45 подпольных групп. Подпольщики и партизаны города и области уничтожили более 5 тыс. солдат и офицеров, организовали 27 крушений воинских эшелонов и нанесли другой материальный ущерб врагу.
Родина высоко оценила подвиги защитников Одессы: 14 воинам присвоено звание Героя Советского Союза, 57 награждены орденом Ленина, более 30 тыс. участников героической обороны отмечены медалью «За оборону Одессы». За выдающиеся заслуги перед Родиной, мужество и героизм, проявленные трудящимися города в борьбе с немецко-фашистскими захватчиками, 8 мая 1965 г. город-герой Одесса был награждён орденом Ленина и медалью «Золотая Звезда».

Об одном из эпизодов обороны Одессы после войны на «Одесской киностудии» режиссёром Евгением Ташковым был снят художественный фильм «Жажда» (1959).
См. также: статью  «Как защищалась Одесса с 4 августа по 16 октября 1941 г.»; более подробно об Одессе в годы войны.

#### Период оккупации и освобождение
16 октября 1941 года Одесса была оккупирована румынскими войсками и вошла в состав губернаторства Транснистрия. Губернатором города был назначен Герман Пынтя, которому удалось за короткое время наладить экономику города. Велась активная предпринимательская деятельность, функционировало несколько театров, выходила пресса. В то же время оккупационные власти вели репрессии против местного населения, а преследования евреев были не менее жестокими, чем на территории, оккупированной гитлеровцами.
В городе было оставлено несколько подпольных групп советских партизан, из которых наиболее активную роль сыграл Владимир Александрович Молодцов (псевдоним — Павел Владимирович Бадаев), руководивший разведывательно-диверсионным отрядом. В то же время, 1-й секретарь Одесского подпольного обкома ВКП(б) А. П. Петровский повёл себя пассивно, и его обком фактически не функционировал. Советские партизаны были не единственными подпольщиками в оккупированной Одессе. В конце 1941 года в город прибыла Южная «походная группа» Организации украинских националистов. Члены ОУН создали подпольную типографию и занимались антирумынской агитацией среди студентов и интеллигенции. Но заметных вооружённых нападений и диверсионных акций в отношении румынских оккупантов в Одессе и Одесской области со стороны украинских националистов не было.
Незадолго до отступления, в 1944 году, отряд калмыцких коллаборационистов в отместку за убийство нескольких своих товарищей полностью вырезал население села Холодная Балка.
10 апреля 1944 года, в результате ожесточённых боёв, Одесса была освобождена силами войск 3-го Украинского фронта Рабоче-крестьянской Красной армии ВС СССР под командованием генерала армии Р. Я. Малиновского при содействии сил Черноморского флота ВМФ СССР под командованием адмирала Ф. С. Октябрьского в ходе Одесской наступательной операции (26 марта — 14 апреля 1944 года). Знамя освобождения города было поднято над портиком Одесского оперного театра.
Интересующиеся историей Великой Отечественной войны могут посетить Музей Штаба Одесского военного округа (ныне Южное оперативное командование), мемориальный комплекс и музей «411-я батарея», а также совершить экскурсию по «Поясу Славы» — комплексу мемориалов, расположенных по линии обороны Одессы.

### Послевоенное время (1945—1991)
Уже в конце Великой Отечественной войны, начиная с лета 1944 года, началось восстановление и техническое перевооружение полностью разрушенного румынскими оккупантами Одесского завода сельскохозяйственного машиностроения. В 1980-х годах завод входил в число крупнейших предприятий сельскохозяйственного машиностроения СССР.
23 августа 1944 года был создан Одесский завод «Нептун», первой продукцией которого стала телефонная аппаратура связи. В 1952 году завод начал разработку и производство аппаратуры связи по высоковольтным линиям электропередачи, в дальнейшем специализацией завода стало производство аппаратуры высокочастотной связи, телемеханики и защиты по высоковольтным линиям электропередачи. В 1972 году завод стал главным предприятием в СССР по производству выше названной техники и микросхем.
В 1945 году Советом народных комиссаров СССР было принято решение о строительстве Одесского автогенно-машиностроительного завода (с подчинением его Главному управлению по кислороду при СНК СССР), на базе которого в 1972 году было создано Научно-производственное объединение «Кислородмаш».
В 1945 году выпустил первую продукцию (100-тонные вагонные и 15-тонные автомобильные весы, которые были отправлены на шахты Донбасса, а также крановые 5-тонные весы для чёрной металлургии) восстановленный после войны Одесский завод тяжёлого весостроения имени П. И. Старостина. По состоянию на начало 1980 года, завод выпускал уникальное технологическое весоизмерительное и весодозировочное оборудование тяжёлого типа для предприятий чёрной и цветной металлургии, горнорудной, коксохимической, химической и иных отраслей промышленности, а также автомобильные, железнодорожные, крановые и другие весы общего назначения.
В 1946 году был введён в строй Одесский станкостроительный завод. По состоянию на начало 1982 года, завод являлся единственным предприятием СССР, которое имело возможность выпускать радиально-сверлильные станки конвейерно-поточным способом.
В 1946 году восстановленный после войны полностью разрушенный немецко-фашистскими захватчиками Одесский завод тяжёлого краностроения имени Январского восстания начал серийный выпуск автомобильных кранов, с 1960 года — производство большегрузных пневматических колёсных кранов. К середине 1980-х годов завод являлся одним из крупных предприятий тяжёлого машиностроения СССР.
В 1949 году был создан Одесский кабельный завод, вошедший в дальнейшем в число ведущих предприятий города. В 1980-е годы завод начал освоение производства волоконно-оптического кабеля. В 1986—1990 годах завод был модернизирован, что повысило его конкурентоспособность.
В 1949—1950 годах был восстановлен Одесский нефтеперерабатывающий завод и затем в течение многих лет периодически реконструировался.
В 1974 году был основан и в 1978 году запущен Одесский припортовый завод, специализирующийся на производстве химической продукции (аммиака, карбамида, жидкого азота, диоксида углерода и жидкого кислорода). 6 февраля 1987 года завод произвёл миллионную тонну карбамида с начала производства.
В послевоенное время город Одесса стал крупным индустриальным центром: в городе выросли новые машиностроительные и металлообрабатывающие заводы, фабрики химической, пищевой и лёгкой промышленности и многие другие производственные предприятия.
Одесский морской порт стал крупнейшим на Чёрном море, его причалы протянулись на много километров.
К 1980-м годам Одесса стала городом-миллионером. Согласно переписи населения СССР 1989 года, Одесса являлась одним из двадцати трёх крупнейших городов Советского Союза — численность населения города составляла 1,1 миллиона человек.

## В составе независимой Украины
В 1994 году широко отмечался 200-летний юбилей Одессы, что в частности было отражено в одной из самых известных одесских телепередач «Джентльмен-шоу».
На парламентских выборах на Украине в 1998 году первое место по городу заняла Партия зелёных Украины.

### Политический кризис на Украине (2013—2014)
Во время Евромайдана Одесса стала одним из центров противостояния его сторонников и противников. Центром активности противников Евромайдана стала площадь-парк Куликово поле, а в числе главных требований озвучивались сохранение русского языка и федерализация Украины.

## Изменения административного статуса Одессы (1794 —н.в.)
| Период                                                                             | Административный статус Одессы                           | Административно-территориальная единица более высокого уровня, в состав которой входила Одесса | Функции |
| Российская империя                                                                 |                                                          |                                                                                                | |
| 02.09.1794 — 27.01.1795                                                            | приписной город                                          | Тираспольский уезд Екатеринославского наместничества                                           | - |
| 27.01.1795 — 23.12.1796                                                            | приписной город                                          | Тираспольский уезд Вознесенского наместничества                                                | - |
| 23.12.1796 — 08.10.1802                                                            | заштатный город                                          | Тираспольский уезд Новороссийской губернии                                                     | - |
| 08.10.1802 — 27.01.1803                                                            | безуездный город                                         | Тираспольский уезд Николаевской губернии Новороссийского генерал-губернаторства                | - |
| 27.01.1803 — 23.05.1822                                                            | градоначальство                                          | Новороссийское генерал-губернаторство                                                          | административный центр Новороссийского генерал-губернаторства |
| 23.05.1822 — 11.01.1874                                                            | градоначальство                                          | Новороссийско-Бессарабское генерал-губернаторство                                              | 1) административный центр Новороссийско-Бессарабского генерал-губернаторства 2) административный центр Одесского уезда Херсонской губернии (с 1825 г.)            |
| 11.01.1874 — 03.01.1918                                                            | градоначальство                                          | В составе непосредственно Российской империи                                                   | административный центр Одесского уезда Херсонской губернии |
| Период Гражданской войны (1917—1927) и иностранной военной интервенции (1918—1921) |                                                          |                                                                                                | |
| 03.01.1918 — 31.01.1918                                                            | вольный город                                            | -                                                                                              | административный центр Одесского уезда Херсонской губернии |
| 31.01.1918 — 13.03.1918                                                            | столица Одесской советской республики                    | В составе непосредственно Одесской советской республики                                        | административный центр Одесского уезда Одесской Советской Республики                                                                                              |
| 13.03.1918 — 29.04.1918                                                            | одесская земля                                           | В составе непосредственно УНР                                                                  | |
| 29.04.1918 — 14.12.1918                                                            | атаманство                                               | В составе непосредственно Украинской державы                                                   | административный центр Одесского уезда Херсонской губернии |
| 14.12.1918 — 06.04.1919                                                            | административный центр зоны союзной оккупации Юга России | административный центр зоны союзной оккупации Юга России                                       | административный центр зоны союзной оккупации Юга России |
| 06.04.1919 — 19.05.1919                                                            |                                                          | в составе непосредственно Украинской ССР                                                       | |
| 19.05.1919 — 23.08.1919                                                            | губернский город                                         | Одесская губерния (УССР)                                                                       | 1) административный центр Одесской губернии 2) административный центр Одесского уезда Одесской губернии                                                           |
| 23.08.1919 — 07.02.1920                                                            | областной центр                                          | Новороссийская область Вооружённых сил Юга России                                              | административный центр Одесского уезда Новороссийской области |
| Украинская ССР                                                                     |                                                          |                                                                                                | |
| 07.02.1920 — 07.03.1923                                                            | губернский город                                         | Одесская губерния                                                                              | 1) административный центр Одесской губернии 2) административный центр Одесского уезда                                                                             |
| 07.03.1923 — 01.08.1925                                                            | окружной город                                           | Одесский округ                                                                                 | 1) административный центр Одесской губернии 2) административный центр Одесского округа 3) административный центр Одесского района                                 |
| 01.08.1925 — 15.09.1930                                                            | окружной город                                           | Одесский округ                                                                                 | 1) административный центр Одесского округа 2) административный центр Одесского района                                                                             |
| 15.09.1930 — 27.02.1932                                                            | самостоятельная административно-хозяйственная единица    | в составе непосредственно Украинской ССР                                                       | |
| 27.02.1932 — 15.10.1941                                                            | город областного подчинения                              | Одесская область                                                                               | 1) административный центр Одесской области 2) административный центр Одесского района (с 1937 г.)                                                                 |
| Румынско-немецкая оккупация во время Великой Отечественной войны (1941—1945)       |                                                          |                                                                                                | |
| 15.10.1941 — 10.04.1944                                                            | муниципий                                                | Одесский жудец                                                                                 | 1) административный центр губернаторства Транснистрия 2) административный центр Одесского жудеца                                                                  |
| Украинская ССР / Украина                                                           |                                                          |                                                                                                | |
| 10.04.1944 — 26.06.1996                                                            | город областного подчинения                              | Одесская область                                                                               | 1) административный центр Одесской области 2) административный центр Одесского района (до 1962 г.) 3) административный центр Одесского совнархоза (1957—1966 гг.) |
| 26.06.1996 — 17.07.2020                                                            | город областного значения                                | Одесская область                                                                               | административный центр Одесской области |
| с 17.07.2020                                                                       | городская территориальная громада                        | Одесский район                                                                                 | 1) административный центр Одесской области 2) административный центр Одесского района                                                                             |